# 長谷川時夫
長谷川 時夫（はせがわ ときお、1948年8月13日 - ）は、日本の音楽家。実家は東京都台東区浅草に代々続いた旧家。また現在、新潟県十日町市に住み私設インド美術館ミティラー美術館の館長、また美術館ウエブサイトの、独特なイラストの原作者でもある。

## 履歴

### タージ・マハル旅行団時代
1969年、長谷川21歳の時、前衛音楽グループ、タージ・マハル旅行団に参加。ここではロックやジャズ、前衛音楽の分野から7人のミュージシャンが集まり、その三者の融合を図り、新たな音楽作りが目指された。試行錯誤の末、仏前のセレモニーにて、今でも仏教各宗派により種々演じられている、法事の音・リズムをも取り入れて、当時としては珍しい東洋的な音楽づくりも行なった。長谷川時夫はこのとき、ボーカルの他、トーキタイコ、ケヤキタイコ、尺八、ビワ等の演奏のパートを受け持っていた。1971年から1972年にかけて、彼が23歳の時、タージ・マハル旅行団の各メンバーとともに、1年間にわたりヨーロッパ・ツアーを行なう。グループは即興演奏を重んじ、シンプルな楽器による、自然の音をも取り入れた、東洋民族的な、宇宙の和音を感じさせるような演奏を行なう。この試みは、新しい実験音楽として、各地で評価を受けた。なおヨーロッパの旅行中、現在は英語が堪能だが、当時は外国語が苦手だった彼は、異国の自然環境に敏感となり、「地上のどこに居ても、自分のまわりには常に風が吹き、人はその場所・場所で、月や太陽と共に生き、やがて生まれた土地の土に還るものである。」との、悟りのような意識を持つようになる。と同時に彼は、「自分の永住の地は特に、月の美しい所でなければならない」と決め、月明かりの美しい都会から離れた場所を日本各地に探した。その頃結婚した。

### ミティラー美術館の設立
1970年代末に、月の姿の美しい「宇宙の森」、新潟県十日町市大池に、東京都台東区浅草より転居。そのころ新潟県十日町市大池は北越急行ほくほく線の開通以前であり、急激に過疎化。近くに有った大池小学校が廃校となる。廃校に伴い、十日町市が当時計画していた大池地区の再開発計画に対し、池のコンクリート補強工事と、周囲の林にアスレチックコース、テニスコートを造成する事項等に対し、孤軍で反対運動を展開する。これ以降、彼は環境保護運動の活動家に、名を連ねるようになった。またこのころ家族と共に、「心情的」ベジタリアニズムのメンバーとなった。他方開発計画は、彼による、池の環境調査報告書の提出、賛助会員の結成等による交渉手段によって、それが発表されてから1年後に廃案となった。それと同時に大池小学校校舎は、彼の管理が認められ、後にこの地を襲う新潟県中越地震まで、彼と家族の事実上の住居となった。この頃、長女が誕生した。
1982年5月、インドから帰ってきた知人が持参したインドの民芸画を見て、インド民俗学の学芸員、蓮沼ミヨ子の協力のもと、住居である大池小学校跡にミティラー美術館を開館。なおこのインドの民芸画はもともと壁画で、インディラ・ガンディー元首相の発案で、書き手のインドの貧しい女性たち等に画用紙を配り、壁画を画用紙に書き直して固定し、民俗画として蘇生するプロジェクトにより生み出された民芸画全般の事である。ネパールからインドにかけての、インド細密画風の物が、日本ではよく見かけるものであろう。現在この美術館には、展示用だけで15000点の民芸画コレクションがある。この間に、長男が誕生した。
1983年、中国東南部の広西チワン族自治区の少数民族の文化に出会い、民族文化を今に伝える各種物品を、その4年後に、交渉の末借出し日本に紹介。その後、中国やインド等、日本人の精神文化に影響を与えた東洋各国の、民族文化の日本への紹介に対し力を出し続ける。特にインドの古典舞踊、民踊、音楽のジャンルでは、彼が仲介者となりこれまで、インドの多数のグループが来日し、全国ツアーを行なった。これらの功績により彼へは、1998年国際交流基金第14回地域交流振興賞を、2007年にはインド政府機関ICCR（インド文化関係評議会）等より日印交流年賞が授与された。

### 「流れ星を一晩7つ見る」活動
1980年頃から1990年代に掛けて特に熱心に、都会から様々な若者を呼び寄せて、カルチャースクールを開いて、東洋文化やコスモロジー哲学の普及活動を行なった。たとえば彼は、誕生日が8月13日でかつ、従来より彼自身が「宇宙の森に住んでいる」と認識していたので、通例8月13日に極大日となるペルセウス座流星群（流れ星）を見るよう、しばしば人に薦めていた。彼の著書である「宇宙の森へようこそ」には、プラネタリウム解説員村松修によると、「南天の恒星座標系の以前の、ごく小さい歪みに起因する、公転周期決定の大幅な誤差のせいで起こった、約10年早すぎたスイフト・タットル彗星の回帰予想に基づく、1980年8月のペルセウス座流星群の増加の予想」に端を発する流れ星の見物話という、かなり珍しい話題が出てくる。この科学現象が事前に宣伝され、それに呼応して当時の若者が、流星の増加を見ようとしていたという具体的証拠は、今ではほとんど残されていない。その為、長谷川時夫のこの単行本の記録は、それなりに貴重である。なお当の1980年には、「母彗星が回帰しないにもかかわらず、間違った予想通りに流星数は増加する」と言う、後にしばらく怪現象とされたものが、運悪く、彼の誕生日の前日、1980年8月12日早朝起こった。そのため、自分の誕生日を目印にした彼は、ユニークな現象そのものには出会えなかったのではないかとされている。なお怪現象自体の原因は、現在はダストトレイル理論で究明されている。また彼の著書を読んだ、日本の太平洋側に住み、新潟県の晴天を期待してここを訪れたアマチュア天文家が、それより12年後の1992年8月12日夜が明けてから、スイフト・タットル彗星の本物の回帰の、約半年前のペルセウス座流星群の突発を、電波散乱法で彼の目の前で、運良く捉えてみせていた。

### 中越地震とそれ以降
2004年10月23日、新潟県魚沼丘陵へ新潟県中越地震が襲い、ミティラー美術館に対し大きな打撃を与えた。美術館の復興が誰の目からも絶望視される中、長谷川時夫の大型車両、重機を操る高い能力と、普段、野球のバッティングマシンで訓練した、相当な腕力による、建設作業の巧みさにより、美術館は奇跡的に蘇った。特に老朽化した小学校の土台と、2階建の大きな建物全体の接合位置がズレたのを、自前で重機だけで、辛くも元通りにさせられたのと、2005年の大雪の中、配管が破損し、上水が全地域で止まったのを、人力で、力任せに雪を排除し、配管を全て手当てし、奇跡的に復旧できたのが、展示品の修復にも増して美術館の、その後の運命を分けたのであった。
2008年末、それまで永らく休止していた、東洋の音楽家としての自分の活動の再開を思い立つ。エスノ・コスモ・プラニングという、インド等の民芸品グッズの、ネット販売組織の設立の記念を名目に、2009年春、自分のコンサート活動を展開した。

## 人物像
長谷川時夫の普及するものは大きく見ると、インドの民芸絵画等をきっかけとした、千～千五百年程度のタイムスパンで差が無い日本人の、古くから継承された、歴史的な風俗の心である。つまりそれは、現代の日常的な、物質文明社会の中に浸っているのとは、別の我々の姿と言う事である。そのため、逆に我々からみると、現在ないし千～千五百年程度以前までの、東国の知恵者の一人と捉えた方が、我々と共に現代社会を生きる現代人の中のある種の一部と見るよりは、彼が何者なのかを理解するのが容易である。我々よりずっと寿命の長いか、我々自身がその中で起こる現象の一部を目撃した後、他界するような存在でしかないような、自然や宇宙の話題を、長谷川時夫はしばしば持ち出すため、その印象は更に強くなる。ただし彼は、都人から見た単なる辺境人ではなく、東国の知識人の模範に近い存在であろう。すなわち、長谷川時夫とは我々にとって、同じ時代に生きる、東の国の先生のようでもあり、我々を指導する遠い祖先のようでもあるように見える人物である。
現代人である彼自身は当然常識として問題としていないが、もしかすると、彼を捉えるには、彼が、長谷川という姓をたまたま縁有って名乗っている点に着目すると、ひょっとして判りやすいのかもしれない。
上代の東国で、宇宙といえば、天津甕星の民衆への思想支配が思い浮かび、たとえば栃木県の県都宇都宮は、実は天津甕星と何らかの係わりがあって、「宇宙の宮」が一般には連想されている。上代の宇都宮と現代の大池とは、彼によってある意味では、良く似た意味合いを持たされているのである。彼のエスノコスモロジーの原型は、上代の東国にすでに有るという事である。もともと東国の長谷川氏は、茨城県古河市を本拠地とする、下河辺氏の分流であり、下河辺氏自体、小山氏の分流である。そして、その小山氏は元の宇都宮の、朝廷側の支配者、下毛野氏の子孫の宇都宮氏と、鎌倉時代に姻戚関係となっている。つまりざっと履歴に述べたことをしてきた、長谷川時夫とは、下毛野氏、宇都宮氏、小山氏、下河辺氏、長谷川氏が渾然一体となった、上代の、東国知識人の一人のような存在であると見て付き合っても、特に矛盾を感じさせない人物の一人と言う事になる。

## 著書
- 長谷川時夫 絵・文『絵本 宇宙の森へようこそ』Dharma Shutraina School、1920年11月1日。
- 長谷川時夫『宇宙の森へようこそ』地湧社、1988年6月1日。ISBN 978-4885030642。 NCID BN04826675。

## 出演
- DOMMUNE「長谷川時夫の音楽」（2021年12月2日、YouTube生配信）[1]
- DOMMUNE「タージ・マハル旅行団1stアルバム「July 15, 1972」50周年記念プログラム」（2022年7月14日、YouTube生配信）[2]
- こころの時代「こころの時代 月がささやき 石が吠える 音楽家・長谷川時夫」（2024年2月4日、NHK Eテレ）[3]

## 関連文献
- 川崎弘二『ストーン・ミュージック : 長谷川時夫の音楽』engine book - difference、2021年11月5日。ISBN 978-4991140778。 NCID BC12236931。